# María Lacunza Ezcurra
María Lacunza Ezcurra (Pamplona, 29 de setembre de 1900 - València, 4 de maig de 1984), advocada, va ser la primera dona col·legiada en els col·legis professionals de Sant Sebastià i Pamplona el 1927. Va formar part d'un nucli reduït de sis dones espanyoles advocades pioneres que van poder defensar un cas en els Tribunals de Justícia espanyols abans de la Segona República. Va ser també Secretària del Ministeri d'Agricultura i purgada el 1940.

## Biografia
María Lacunza Ezcurra va néixer a la ciutat de Pamplona el 1900. Era la petita de set germans del matrimoni entre José María Lacunza Vidaurre, natural d'Errezu, mestre, i de Celedonia Ezcurra Vaquedano, natural de Lerate. Va fer els estudis d'ensenyament secundari a l'Institut de Vitòria, on va ser l'única dona a la seva aula. Va acabar amb un expedient brillant –amb dotze matrícules– i decidí iniciar els estudis universitaris de Dret. Es va matricular en la modalitat d'ensenyament no oficial, a la Universitat Central de Madrid en les assignatures corresponents del període preparatori; i les corresponents al període de llicenciatura, una part, a la Universitat de Saragossa, per a finalitzar la carrera retornant a la Central de Madrid, on va obtenir la llicenciatura el 1926. Pionera en aquests estudis, fou l'única alumna oficial de la seva promoció en els cinc cursos de la carrera. Va viure a Madrid, a la Residència de Senyoretes –dependent de la Institució Lliure d'Ensenyament i fundada per la vitoriana María de Maeztu– entre els anys 1921 i 1926, mentre estudiava Dret, i després, entre 1931 i 1932, quan ja treballava com a auxiliar al ministeri d'Agricultura.
Al gener de 1927 va sol·licitar l'admissió en el Col·legi d'Advocats de Pamplona, en el qual s'acceptà la seva incorporació. Pocs dies després va sol·licitar també la incorporació al Col·legi d'Advocats de Sant Sebastià. Va tenir bufet propi a Pamplona i Sant Sebastià entre 1927 i 1931. En aquests anys, va portar diverses causes com a advocada defensora en totes dues Audiències.
El diari La Veu de Navarra va publicar el 1927 un ampli reportatge fent-se eco de la singular notícia amb el títol «La primera dona que exercirà l'Advocacia a Pamplona». I on es pot observar, a través dels adjectius, la perplexitat que produeix una dona exercint la professió i el tractament que se li atorga: «bella senyoreta», «dameta gentil», «encantadora senyoreta plena de simpatia i encant», «graciosa i resolta», «noieta bruna», «noia bella, jove i estudiosa», «dona que sap triomfar pel seu propi esforç»... El propòsit professional de Lacunza, va dir ella mateixa, era «dedicar-se amb preferència a qüestions de caràcter civil, per considerar que, essent molt intricats els problemes d'aquesta naturalesa que es ventilen davant els Tribunals, s'adapten millor al seu temperament». La premsa, a més, va anunciar la intenció de Lacunza d'exercir l'advocacia també a la ciutat de Sant Sebastià.
De fet, s'interessà per la jurisdicció de menors i així, al febrer de 1932, va intentar obtenir una beca per a finançar el seu trasllat i residència a la ciutat de Nova York per uns mesos, per estudiar els reformatoris, amb resultats negatius. Després del fracàs d'aquestes gestions, va ingressar el 30 d'abril de 1932 com a interina en el Ministeri d'Agricultura, Indústria i Comerç. Aquest mateix any va ser nomenada per a exercir el càrrec de Secretària de la Comissió d'Estudi en Matèria de Reforma Agrària que el Ministeri va dur a terme en diversos països (Alemanya, Àustria, Hongria, Turquia, Romania i Polònia). Aquest càrrec li va permetre viatjar per Europa estudiant diferents models de reforma agrària.

## Trasllat i depuració
L'11 de novembre de 1936, pel fet que ja havia esclatat la Guerra Civil, el govern republicà li va ordenar el trasllat a València, on va continuar en les seves funcions. El 1937 va contreure matrimoni a Castelló amb Víctor Herrera, amb qui tindria el seu únic fill.
En finalitzar la guerra, Lacunza va ser sotmesa a un expedient de depuració iniciat el 16 de maig de 1940, que es va resoldre el 25 d'octubre de 1940. S'hi disposava la seva readmissió al servei de l'Estat, però amb la sanció d'inhabilitació per a l'acompliment de llocs de comandament o de confiança, i trasllat forçós a la ciutat de Sevilla. Lacunza va respondre al ministeri renunciant a la readmissióː «Conste aquí, con todos los respetos pero muy enérgicamente, mi protesta por la injusticia que conmigo se ha cometido, rogando a esa Superioridad admita la renuncia de mi puesto». Va romandre a València i ja no va tornar mai a exercir l'advocacia.

## Pioneres
Al costat d'Ascensión Chirivella, Victoria Kent, Clara Campoamor, Matilde Huici i Concha Peña, va ser de les primeres i úniques dones a vestir la toga en una Audiència abans de 1931. Al començament del segle xx, la dona espanyola tenia prohibit l'exercici l'advocacia davant els tribunals de justícia, ja que encara es considerava vigent el cos legal de Les Set Partides d'Alfons X El Savi (1256) en concret la tercera, títol VI, llei 3a: «Cap dona quant vulgui que sigui sabedora, no pot ser advocat en judici per un altre» i en vigor per a tot el territori de la corona de Castella des de l'Ordenament d'Alcalá (1348).
Successives lleis permeteren a la dona assistir d'oient a la universitat i més endavant després obtenir un títol, però no és fins a la Reial ordre de 2 de setembre de 1910, que s'autoritza les dones que haguessin obtingut el títol acadèmic a exercir la professió a què el títol les habilita.
En diversos països d'Europa començaren a aprovar-se normes que permetien l'accés de la dona a les sales de justícia (França, 1900; Dinamarca, 1906; Portugal, 1918; Itàlia i Anglaterra, 1919) i obrien camí per a impulsar els canvis en altres països. Així, a Espanya, alguns Col·legis d'Advocats començaren a elaborar i aprovar uns estatuts particulars que obrien la possibilitat d'accés de la dona a l'exercici professional de l'advocacia. El primer, el Col·legi d'Advocats de Madrid. La llei els impedia encara, però, l'accés al notariat, la judicatura, el cos de registradors de la propietat o la procuradoria dels tribunals.
Altres col·legis d'Advocats, encara que no van canviar els estatuts, van admetre «de fet» les sol·licituds d'incorporació d'aquelles dones llicenciades en Dret que van sol·licitar l'ingrés col·legial. Va ser precisament per aquesta via de facto per la qual es produí la primera incorporació femenina en el Col·legi d'Advocats de València: s'aprovava el 12 de gener de 1922 la incorporació de María de l'Ascensió Chirivella Marín, que es convertia així en la primera advocada espanyola, després d'haver estat també la primera llicenciada en Dret d'aquest país el 1921. La seguiren a Madrid Victoria Kent Siano (1925), a Pamplona, María Lacunza Ezcurra (1927), també admesa en el de Sant Sebastià, el mateix any que ho seria a Vitòria, Clara Campoamor Rodríguez i a Bilbao, María Victoria Uribe Lasso.

## Reconeixement
Des de juny de 2007, María Lacunza dona nom a un carrer de Pamplona, en memòria de la que fou primera advocada navarresa.
El 2018 es va publicar una biografia completa de María Lacunza titulada: Un momento en la luz. Vida, contexto y circunstancia de María Lacunza, de Luis Garbayo Erviti.